# Kolme
Kolme är en bergstopp i Liechtenstein. Den ligger i den södra delen av landet, 7 km sydost om huvudstaden Vaduz. Toppen på Kolme är 1 993 meter över havet. Kolme ingår i Rhätikon. Den högsta punkten i närheten är Rappastein, 2 222 meter över havet, 1,3 km söder om Kolme. 